# Grammonota teresta
Grammonota teresta är en spindelart som beskrevs av Arthur M. Chickering 1970. Grammonota teresta ingår i släktet Grammonota och familjen täckvävarspindlar. Inga underarter finns listade i Catalogue of Life.